# Talbot-Lago T26C
Talbot-Lago T26C är en tävlingsbil som tillverkades av den franska biltillverkaren Talbot-Lago mellan 1948 och 1951.

## Talbot-Lago T26C
Talbot-Lago vidareutvecklade sin T26-modell till en tävlingsbil. Den stora sexcylindriga motorn passade perfekt till det nya reglemente som skulle börja gälla till den allra första formel 1-säsongen 1950, med sugmotorer på 4,5 liter.
Motorn hade hemisfäriska förbränningsrum, där ventilerna satt vinklade mot varandra i topplocket och styrdes av dubbla kamaxlar, en på vardera sidan av motorblocket via stötstänger. Med åren vidareutvecklades motorn med bland annat dubbeltändning. Chassit hämtades från personbilen T26 och var enkelt uppbyggt, med individuell hjulupphängning fram med tvärställda bladfjädrar och en stel bakaxel upphängd i längsgående bladfjädrar.
Talbot-Lago T26C var en enkel och gammalmodig konstruktion, jämfört med konkurrenterna, men samtidigt var den beprövad och pålitlig. Dessutom drog den betydligt mindre bränsle än de överladdade konkurrenterna, så när dessa stod i depå för service och bränslepåfyllning tuffade T26:an vidare ute på banan och tog igen förlorad tid.

## Tekniska data
| Tekniska data           | T26C (F1)                                                                |
| ----------------------- | ------------------------------------------------------------------------ |
| Motor:                  | Frontmonterad 6-cylindrig radmotor                                       |
| Cylindervolym:          | 4482 cm³                                                                 |
| Borrning x slaglängd:   | 93 x 110 mm                                                              |
| Max effekt vid varvtal: | 260 hk vid 5 000 v/min                                                   |
| Ventilstyrning:         | 2 kamaxlar i motorblocket, 2 stötstångsmanövrerade ventiler per cylinder |
| Kompression:            | 11,0:1                                                                   |
| Förgasare:              | 3 Zenith 50 HN                                                           |
| Växellåda:              | 4-växlad Wilson förväljarlåda                                            |
| Hjulupphängning fram:   | Dubbla tvärlänkar, tvärgående bladfjädrar                                |
| Hjulupphängning bak:    | Stel bakaxel, längsgående bladfjädrar                                    |
| Bromsar:                | Hydrauliska trumbromsar                                                  |
| Chassi & kaross:        | Lådbalksram i stål med aluminiumkaross                                   |
| Hjulbas:                | 250 cm                                                                   |
| Torrvikt:               | 950 kg                                                                   |
| Toppfart:               | 270 km/h                                                                 |

## Tävlingsresultat

### Grand prix-tävlingar före 1950
Grand Prix-tävlingarna åren efter andra världskriget var, av naturliga orsaker, ganska avslagna tillställningar, med få deltagare i gamla bilar. Talbot-Lago introducerade sin nya bil under säsongen 1948 och 1949 kom de första vinsterna, då Louis Chiron vann Frankrikes Grand Prix och Louis Rosier vann Belgiens Grand Prix.

### F1-säsongen 1950

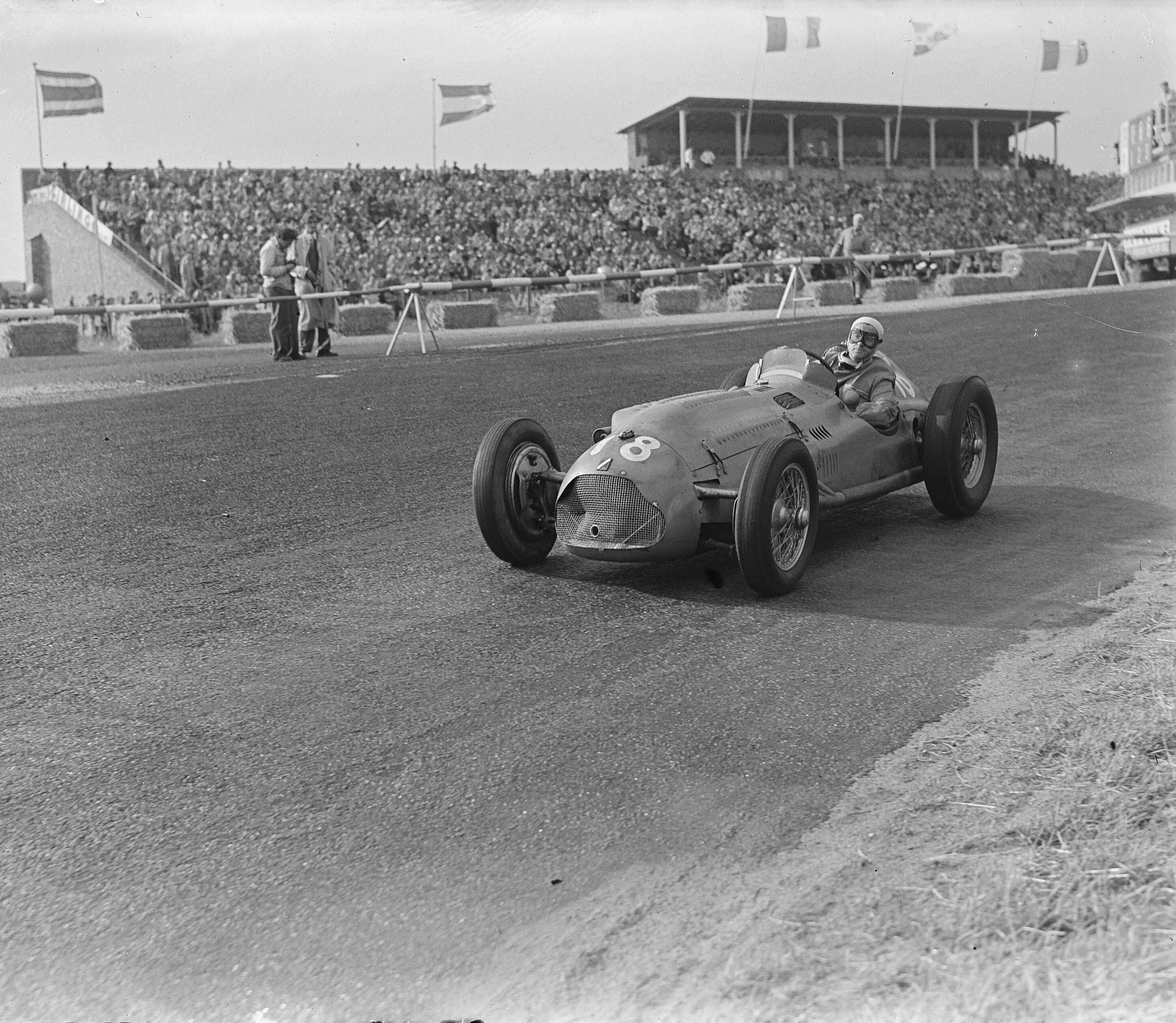
Louis Rosier vid Nederländernas Grand Prix 1950.

Biltillverkaren Talbot-Lago deltog under den första formel 1-säsongen 1950 med ett fabriksstall och sålde även bilar till ett antal privata stall. Privatföraren Louis Rosier lyckades bäst och slutade på fjärde plats i förarmästerskapet. Säsongen dominerades av Alfa Romeo. Talbot-Lago kämpade med Ferrari om andraplatsen, men hamnade till slut trea i det inofficiella konstruktörsmästerskapet.

### F1-säsongen 1951
Säsongen 1951 dominerades av kampen mellan Alfa Romeo och Ferrari. T26:an var inte konkurrenskraftig längre och Louis Rosier, som var bäste Talbot-Lago-förare, slutade på trettonde plats i förarmästerskapet.
Efter säsongen förändrades reglementet och Talbot-Lago saknade då resurser att ta fram en ny bil.

### Sportvagnsracing
Flera privatförare tävlade i Le Mans efter andra världskriget med T26 Gran Sport. Mest berömd blev André Chambas som körde samtliga lopp 1949–1953, med en niondeplats som bästa resultat 1952.
1950 ställde fabriken upp med egna vagnar, baserade på formel 1-bilen. Louis Rosier vann tävlingen, i par med sonen Jean-Louis. Året därpå följde fabriksteamet upp framgången med en andraplats för Pierre Meyrat och Guy Mairesse.